# Longistylus
Longistylus là một chi nhện trong họ Nemesiidae.
Longistylus được miêu tả năm 2005 bởi Indicatti & Lucas.

## Soort
Longistylus có các loài sau:
- Longistylus ygapema Indicatti & Lucas, 2005